# Shub-Niggurath
Pour les articles homonymes, voir Shub-Niggurath (homonymie).
Shub-Niggurath est une créature fantastique fictive, entité extraterrestre tirée de l'œuvre de l'écrivain américain Howard Phillips Lovecraft.

## Développement
L'apparition de Shub-Niggurath dans le corps principal de la fiction de Lovecraft ne fournit pas beaucoup de détails sur la conception de l'entité. Sa première mention sous la signature de Lovecraft est dans L'Abomination de Dunwich (The Dunwich Horror, publié en 1929), où une citation du Necronomicon parlant des Grands Anciens fait irruption avec l'exclamation « Iä! Shub-Niggurath! ». L'histoire ne fournit pas plus d'informations sur cette expression particulière.
L'autre histoire de Lovecraft mentionnant Shub-Niggurath est à peine plus informative. Dans Celui qui chuchotait dans les ténèbres (The Whisperer in Darkness, publié en 1931), un enregistrement d'une cérémonie impliquant des adorateurs humains et non humains comprend l'échange suivant :

« Ever Their praises, and abundance to the Black Goat of the Woods. Iä! Shub-Niggurath!

Iä! Shub-Niggurath! The Black Goat of the Woods with a Thousand Young! »

Des exclamations identiques inexpliquées surviennent dans La Maison de la sorcière (The Dreams in the Witch House, 1933) et Le Monstre sur le seuil (The Thing on the Doorstep, 1937).

## Description
Shub-Niggurath, nommé « la chèvre noire [ou le bouc noir] des bois aux mille chevreaux », est une créature extraterrestre semi-divine, incarnant une fécondité malsaine et corrompue. Shub-Niggurath est souvent associé à l'image de la forêt, des bois sauvages, de la nature à son état le plus primitif. Il semble qu'il fasse l'objet d'un culte parmi certaines peuplades dégénérées.
Le dieu n'est jamais décrit chez Lovecraft, contrairement à d'autres entités tels que Cthulhu ou Nyarlathotep. Tout au plus est-il dépeint comme une énorme masse nuageuse en ébullition répandant une odeur de putréfaction et dans laquelle on devine des pattes de boucs, des gueules béantes et des tentacules visqueux. Il est probable que des extensions brumeuses de cette masse puissent se matérialiser afin de former d'horribles rejetons, les fameux « mille chevreaux ». L'un d'eux a été décrit par Robert Bloch dans sa nouvelle d'inspiration lovecraftienne Manuscrit trouvé dans une maison abandonnée : ces créatures ont des tentacules noirs et souples, des gueules dégoulinantes de bave et trois pattes terminées par des sabots.

## Influence
Les auteurs s'étant inspirés de Lovecraft ont souvent cité Shub-Niggurath. August Derleth a qualifié cette entité de Grand Ancien tandis que le jeu de rôle L'Appel de Cthulhu la catalogue ultérieurement parmi les Dieux extérieurs. Le jeu de rôle CthulhuTech (en), quant à lui, revient à la classification de Derleth en optant pour le vocable « Grand Ancien ».
À son tour, le jeu de rôle L'Appel de Cthulhu a inspiré la version tentaculaire de Shub-Niggurath la « Mère-Toute-Puissante » (Hell-Mother) qui apparaît comme boss final dans le jeu vidéo Quake (1996).

## Adaptation
Dans le jeu vidéo South Park : L'Annale du destin, Shub-Niggurath fait office de boss et avec notamment un culte formé autour de lui par les policiers de la ville qui lui offrent des personnes afro-américaine comme nourriture.
Il est aussi adapté dans le manga Overlord comme un sort magique d'une grande ampleur, capable de détruire une armée de plus de 70 000 soldats en un instant, et de créer une armée de monstre géant à 6 pattes de bouc avec des tentacules et des bouches monstrueux, grâce aux cadavres des soldats morts précédemment.
Dans le film Atomik Circus, l'« Indien » évoque la venue de « Chou Niggoura » qui présente des similarités avec Shub-Niggurath (une origine extraterrestre, des créatures à tentacules et aux nombreux descendants).
Dans le jeu vidéo "Sucker for Love : a Date to die for", le personnage de Rhok'zan fait référence à cette entité ainsi que ces cultistes appelé les thousand ou mille en anglais. Elle aussi faisant référence à une fertilité excessive et aussi aux besoins les plus primaires de reproduction[réf. nécessaire].
Dans le Webtoon "Solo Max-Level Newbie" dans le chapitre 177, une référence à une entité des temps anciens y est établie puis confirmée comme étant Shub-Niggurath dans la fin du chapitre 185. La déité y est représentée comme une femme ayant des cornes et plusieurs tentacules recouverts d'yeux.

#### Sources primaires (littérature)
- (en) Howard P. Lovecraft (S. T. Joshi (éd.)), At the Mountains of Madness, and Other Novels, Sauk City (Wisconsin), Arkham House, 1985 (1re éd. 1933) (ISBN 0-87054-038-6), « The Dreams in the Witch House ».
- (en) Howard P. Lovecraft (S. T. Joshi (éd.)), The Dunwich Horror and Others, Sauk City (Wisconsin), Arkham House, 1984 (1re éd. 1931) (ISBN 0-87054-037-8), « The Whisperer in Darkness ».
- (en) Howard P. Lovecraft et Zealia Bishop (S.T. Joshi (éd.)), The Horror in the Museum and Other Revisions, Sauk City (Wisconsin), Arkham House, 1989 (1re éd. 1940) (ISBN 0-87054-040-8), « The Mound ».
- (en) Ramsey Campbell, Cold Print, New York, Tom Doherty Associates, 1987, 1re éd. (1re éd. 1964), 352 p. (ISBN 0-8125-1660-5), « The Moon-Lens ».
- (en) Gary Myers, Dark Wisdom, Poplar Bluff, Mythos Books, 2007, 121 p. (ISBN 978-0-9789911-3-5 et 0-9789911-3-3).
- (en) Terry Pratchett, Moving Pictures, New York, NY, HarperTorch, 2002 (1re éd. 1990), 368 p. (ISBN 0-06-102063-X).
- Robert M. Price (dir.) (trad. de l'anglais par Philippe Poirier), Le cycle de Shub-Niggurath : nouvelles fantastiques [« The Shub-Niggurath Cycle »], Montigny-les-Metz, Oriflam, coll. « Nocturnes », 1998, 279 p. (ISBN 2-906897-88-4, présentation en ligne sur le site NooSFere).

#### Essais
- (en) Rodolfo A. Ferraresi, « The Question of Shub-Niggurath », Crypt of Cthulhu, Mount Olive, Cryptic Publications, no 35 (vol. 5, no 1),‎ hallowmas, 1985, p. 17-18.
- (en) Daniel Harms, The Cthulhu Mythos Encyclopedia : A Guide to Lovecraftian Horror, Oakland (Californie), Chaosium, coll. « Call of Cthulhu Fiction », 1998, 2e éd. (1re éd. 1994), 425 p. (ISBN 1-56882-119-0)Réédition augmentée : (en) Daniel Harms, The Cthulhu Mythos Encyclopedia : A Guide to H. P. Lovecraft Universe, Elder Signs Press, 2008, 3e éd. (1re éd. 1994), 402 p. (ISBN 978-0-9748789-1-1 et 0-9748789-1-X, présentation en ligne).
- (en) Robert M. Price, « Lovecraft's « Artificial Mythology » », dans S. T. Joshi et David E. Schultz (dir.), An Epicure in the Terrible : A Centennial Anthology of Essays in Honor of H.P. Lovecraft, New York, Hippocampus Press, 2011 (1re éd. 1991) (ISBN 978-0-9846386-1-1), p. 259-268.
- (it) Valentina Sirangelo, « Sulla natura lunare di Shub-Niggurath : dalla mythopoeia di Howard Phillips Lovecraft a The Moon-Lens di Ramsey Campbell », Caietele Echinox, Cluj-Napoca, Echinox Cultural foundation, vol. 35 « Neo-Gothic : Hybridizations of the Imaginary »,‎ 2018, p. 48-68 (lire en ligne).